# Gelis vagabundus
Gelis vagabundus là một loài tò vò trong họ Ichneumonidae.